# Iztacchichimeca
Iztacchichimeca (pl. Iztacchichimecas; isto Iztacchichimecas, Chichimecas Blancos), jedna od grupa Guamare Indijanaca, vjerojatno Nahuatlan-govornici koji su sredinom 16. stoljeća nastanjeni na području današnjih meksičkih država Aguascalientes, Querétaro i Guanajuato. U Queretaru su imali pueble: San Andrés Atlmiepa (Tiltmilpa), San Gerónimo Acapulcingo, San José Atlan, San Lorenzo Techatitla, San Mateo Guechiapa, Santa María Tleculutl y Catzia i Santiago Tecuantla.
Svoje ime Chichimecas Blancos dobili su po bijelom pigmentu vapnenca kojeg su koristili za bojenje tijela i lica. 